# فورد اسکوئر
فورد اسکوئر (Ford Squire) خودرویی است که در سال‌های ۱۹۵۵ تا ۱۹۵۹  تولید شده‌است.
طراحی آن خودروهای موتور جلو-محور عقب بوده است.
موتور آن ۱۱۷۲ سی‌سی سیستم جعبه‌دندهٔ آن به صورت دستی است.